# Понтійське царство
Понтійське царство (дав.-гр. Πόντος, лат. Pontus) — стародавня держава Понту періоду еллінізму, на північному сході Малої Азії — на узбережжі Чорного моря (дав.-гр. Εὔξενος Πόντος).
В окрему сатрапію Понт був перетворений перським царем Дарієм Великим. Призначений нею керувати перс Артабаз II став засновником династії спочатку сатрапів, а згодом — царів. Мітридат II визнав зверхність Александра Великого, але вже діадохи визнавали його незалежним володарем, про що свідчить його прізвиського Ктіст (дав.-гр. Κτίστής — засновник царства).
Його наступники змагалися з Пергамом і Віфінією за контроль над Пафлагонією і Каппадокією. Мітридат VI Євпатор приєднав до Понту не лише їх, але й Боспорське царство з усім узбережжям Чорного моря та воював з римлянами за владу над провінцією Азія і Грецією (так звані Мітридатові війни). Після остаточної поразки у 66 до н. е. під Нікополем, Мітридат VI втратив більшість володінь, а після його смерті більша частина Понту була перетворена на римську провінцію.
Частину земель онукам Мітридата VI повернув Марк Антоній. Остаточно незалежність Понтійське царство втратило у 64 році.

## Історія

### Заснування
Утворення Понтійського царства датується 302 роком до н. е., коли за підозрою у зраді був убитий сатрап Кіосу і Аррін Мітридат, син Аріобарзана, а спадкоємцем став його син — Мітридат I Ктіст, якого і називають засновником Понтійської держави. Ховаючись від переслідувань македонського діадоха Антигона, він втік до Каппадокії з шістьма вершниками і закріпився там у якомусь містечку. Оскільки македонці були зайняті міжусобицями, то до Мітридата долучилось багато народу і це дозволило йому швидко заволодіти не лише Каппадокією, а й сусідніми територіями і племенами, що жили біля Понту Евксинського.
Про те, що володіння Ктіста стрімко росли, а влада швидко зміцнювалася, свідчить прийняття ним у 297 році до н. е. одночасно з правителем сусіднього Віфінського царства Зіпойтом царського титулу.
Перемігши Лісімаха у 281/280 роках до н. е., Селевк I розпочав завоювання північних районів Малої Азії. Не бажаючи посилення Мітрідата I, сирійський цар послав у Каппадокію війська на чолі з полководцем Діодором, який був розбитий і повернувся ні з чим. Експансія Селевка I не обмежувалася північно-східними районами Анатолії. Майже одночасно з експедицією Діодора на північний захід Малої Азії був спрямований інший полководець Афродісій, який повідомив царю, що тамтешні елліни не бажають визнавати його владу. Побоюючись можливого нападу Селевка, Гераклея Понтійська, провідний поліс регіону, стала збирати союзників, відправивши послів у Візантій, Калхедонію і до Мітридата I. Це стало початком так званої Північної Ліги — союзу грецьких міст півночі Малої Азії і деяких елліністичних монархів, основною метою якого було протистояти експансії Селевкідів. Понтійське царство фігурувало серед його засновників, оскільки незадовго до цього протистояло нападу Селевка I. Хоча Мітридат I Ктіст входив до складу Північної Ліги, висловлювалася точка зору, що його участь у ній була чисто номінальною, оскільки він претендував на Амастрію, на яку зазіхали і гераклеоти, головні натхненники Північної Ліги. Між 280 і 278 роками до н. е. Мітридат I міг вийти з її складу, що сталося, ймовірно, після укладення e 279 році до н. е. миру і союзу Антіоха I і Антигона Гоната і у зв'язку з посиленням в Малій Азії пергамського правителя Філетера, прихильника Селевкідів.
Мітридат I Ктіст помер у 266 році до н. е. після 36 років правління. До середини III століття до н. е. територія Понтійського царства простягалася на Сході до річки Фермодонт, можливо, до мису Ясон (Генет), на півдні до річок Ірис і Галіс, включаючи міста Коману, Зелу і Газіуру, на заході охоплювала узбережжя Пафлагонії до мису Карамбіс і Амастрії, а також східну її частину — Кіміатену, Доманітіду, Пімолісену. Тільки Синоп і невелика смужка землі, що прилягала до неї, не увійшли до складу Понту. На сході царство межувало з областю халібів, тібаренів, колхів, макронів, моссінойків, на півдні — з володіннями Аріарата II, який, очевидно, визнавав панування Мітридата, але фактично правив самостійно. На Заході Понт межував з Гераклеєю та місцевими пафлагонськими вождями.

### Подальший розвиток

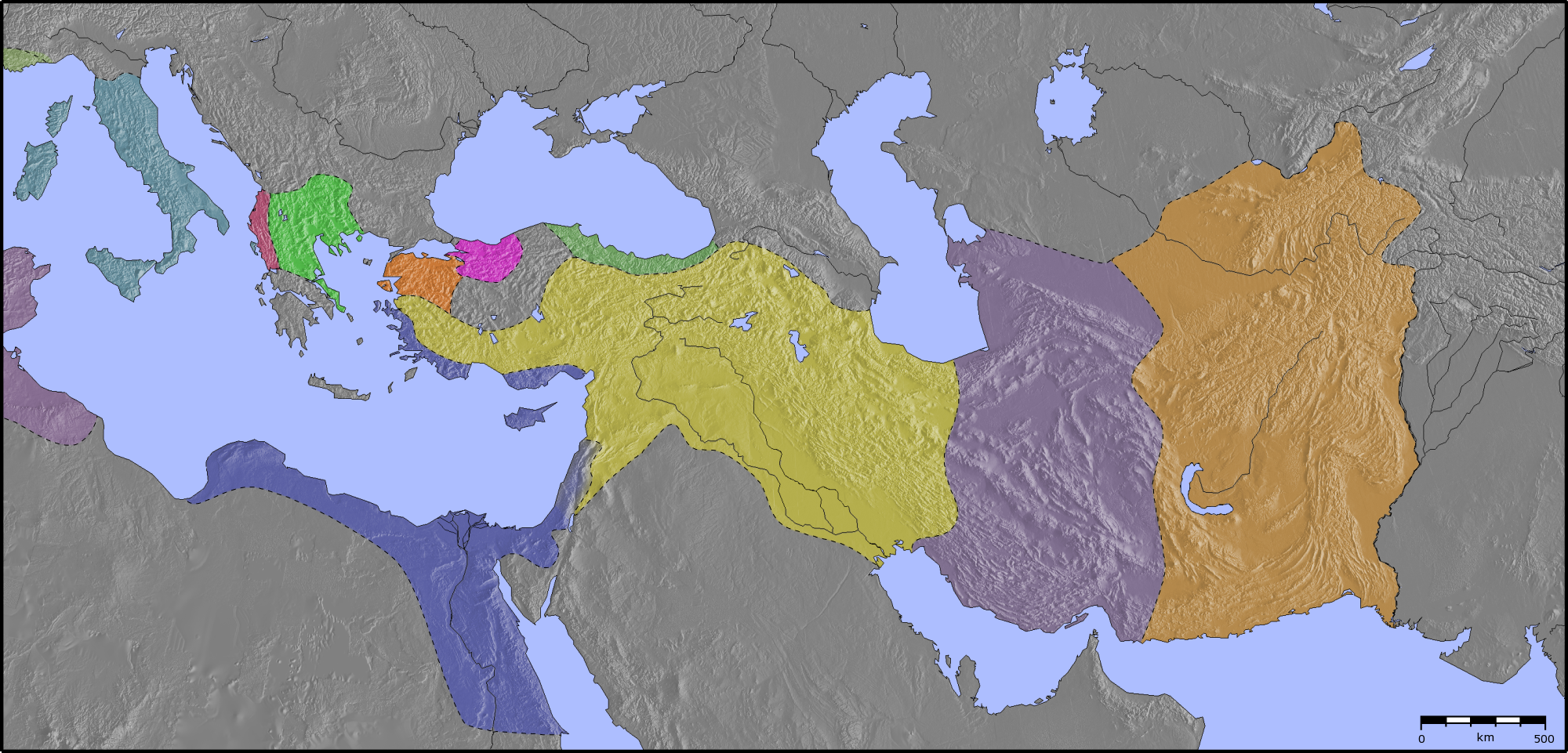
Карта елліністичних держав (200 рік до н. е.)
Римська республіка
Карфаген
Епір
Стародавня Македонія
Елліністичний Єгипет
Понт
Держава Селевкідів
Пергам
Віфінія
Парфія
Греко-Бактрійське царство

Після смерті Мітридата I Ктіста у 266 році до н. е. царем Понту став його син Аріобарзан Понтійський. За правління Аріобарзана Понтійське царство приєднало до своїх володінь важливу гавань — Амастриду. Наприкінці життя Аріобарзан посварився з галатськими племенами, ймовірно, толістобогіями. Як наслідок, галати атакувати його спадкоємця Мітридата II, який зацарював після смерті батька у 250 році до н. е. Конфлікт було залагоджено в результаті посольства, яке очолював історик Німфід. У 241 році до н. е. Мітридат II в союзі з Антіохом Гієраксом і галатами розбив війська Селевка Каллініка в битві при Анкірі. Але потім Селевку II вдалося переманити понтійського царя на свою сторону, скріпивши дружбу шлюбом своєї сестри Лаодіки і Мітрідата II. Як придане Селевк віддав новому союзнику Велику Фригію, чого наполегливо домагався понтійський володар. Цим актом йому вдалося розколоти небезпечну коаліцію Мітрідата і Гієракса, що дало перевагу у війні з братом. В помсту Гієракс здійснив рейд Великою Фригією і зібрав данину з її жителів.
Про ситуацію в державі під час правління четвертого понтійського царя Мітридата III (220–190 рр. до н. е.) практично нічого невідомо. Ймовірно у цей час відбувся конфлікт між Понтійським царством і Синопою, під час якого війська Мітридата III обложили місто, проте зазнали поразки.

### Експансія

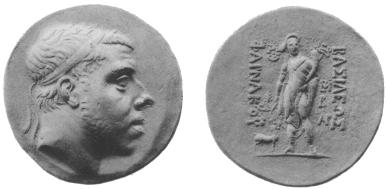
Монета Фарнака I

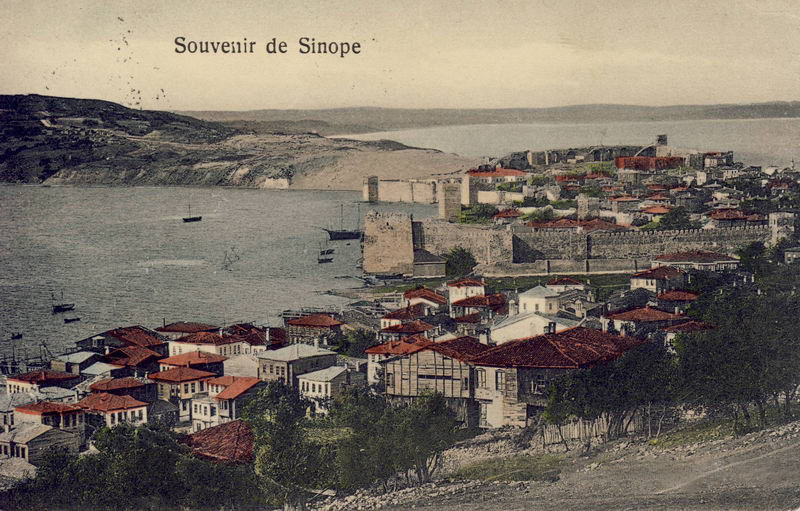
Давній Синоп

Після невдалої спроби заволодіти Синопом, Понтійське царство знову згадується в джерелах тільки у II столітті до н. е., коли при владі в ньому знаходився Фарнак I. Безсумнівно, завдання, які стояли перед Понтом в III столітті до н. е., залишалися головними і в наступному.
Наприкінці III — початку II століття до н. е. різко змінилася ситуація в Малій Азії, зросли могутність Антіоха III, агресивність Віфінії і Пергаму. Ситуація погіршувалася постійним втручанням Македонії. У 216 році до н. е. в результаті успішних дій проти Ахея Антіох III повернув собі Велику Фригію, яка була об'єктом пильної уваги царів Понту. Проте згодом за Апамейським мирним договором 188 року до н. е. вся Лікаонія, Місія, Іонія, Велика і Мала Фригії були передані римлянами Пергаму.

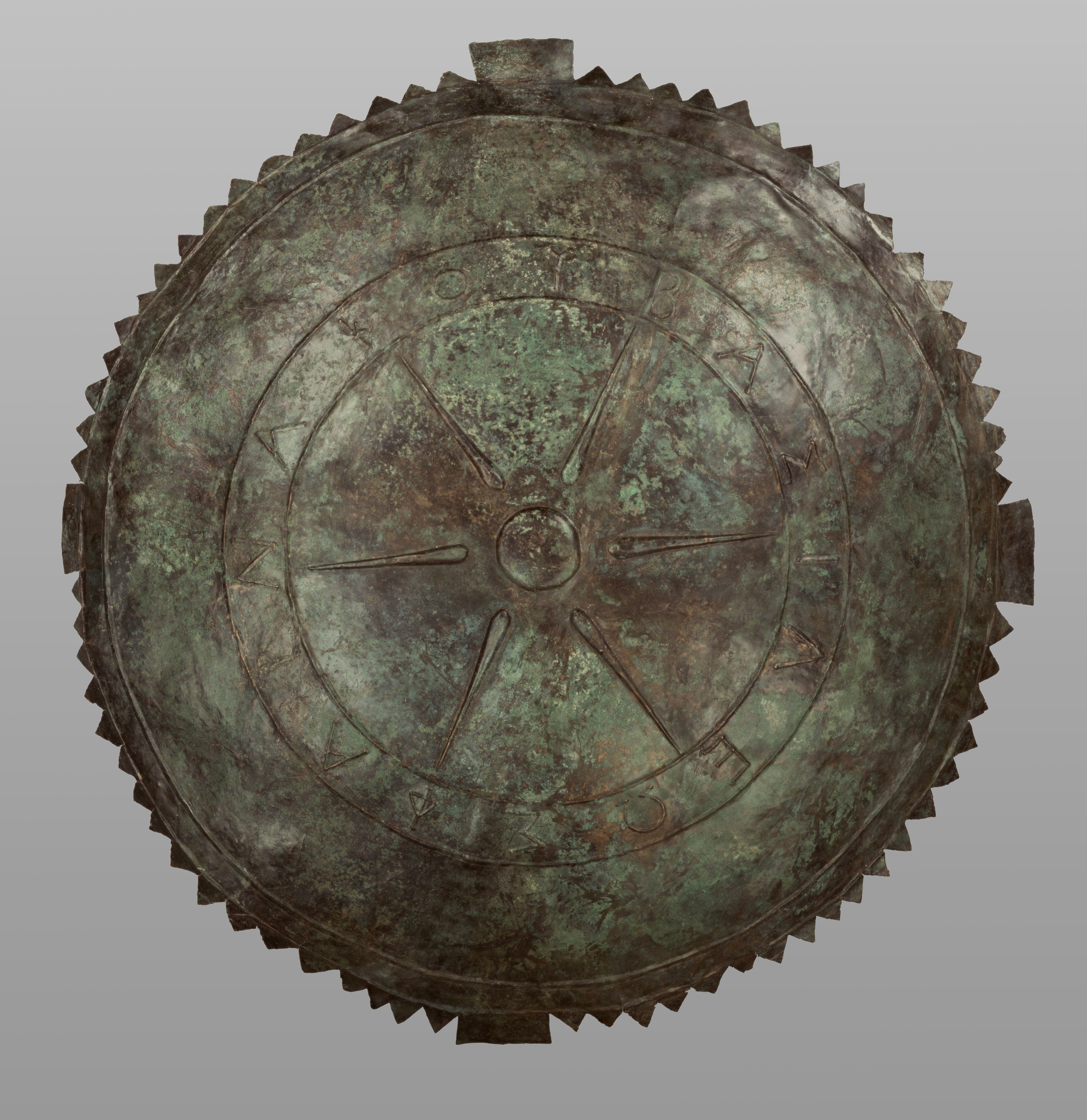
Щит «В ім'я Фарнака»

Незадоволений таким рішенням, Віфінський цар окупував спірні землі, що призвело до Віфіно-пергамської війни 186–183 років до н. е.. На боці Пруссія I виступали цар Македонії Філіп V, галатський тетрарх Ортіагон, понтійський цар Фарнак I і карфагенський полководець Ганнібал. Фарнак I був сином і наступником Мітрідата III, проте, час його приходу до влади невідомий. Союз Понту і Віфінії можна пояснити тим, що Віфінія була в поганих відносинах з Пергамом, який, з волі римлян, володів Великою Фригією, а Прусій I захопив Малу Фригію. Тому понтійському царю, який не змирився з втратою володінь своїх предків у Фригії, було вигідно в подібній ситуації вступити в дружбу і союз з Віфінським правителем, який прагнув відвоювати у Атталідів більшу частину їхніх володінь. Тільки таким шляхом можна було зберегти надію на надбання всіх фригійських земель.
Однак незабаром союз Віфінії і Понту розпався. В результаті посольства Т. Квінкція Фламініна у Віфінію, Риму вдалося повернути цю державу до складу дружніх країн. В ситуації істотного поліпшення відносин Віфінії і Пергаму, за спиною яких стояв Рим, Фарнак I втрачав всі надії на повернення Фригії та Галатії дипломатичним шляхом. Справа погіршувалася ще й зближенням Пергаму і Каппадокії.
Все це призвело до війни 183–179 років до н. е. між Понтійським царством і коаліцією Пергаму, Каппадокії і Віфінії. Причини війни полягали в прагненні Фарнака недопустити розширення володінь Пергаму і Віфінії за рахунок земель, які, як він вважав, по праву повинні належати Понту. Йдеться, в першу чергу, про території на заході — Фригію та Галатію, а на східних кордонах анексія земель розглядалася як справа другорядна, до якої збиралися приступити після зміцнення позицій на заході.
У 183 році до н. е. відбулося захоплення Синопу військами Фарнака. Це викликало незадоволення Родосу, який через це відправив посольство до Риму. Дії Риму були спрямовані на затягування війни, а Фарнак намагався цим скористатися. Зокрема на другому році війни він захопив невелике містечко Тій, розташоване на узбережжі Чорного моря. Зрештою римляни вислали посольство для залагодження конфлікту. Однак понтійський цар зірвав мирні переговори і війна продовжилась. Фарнак зазнав поразки і був змушений підписати у 179 році до н. е. мирний договір, який зобов'язував його під жодним приводом не іти на Галатію, а всі попередні договори з галатами визнати недійсними. Він повинен був повернути Пафлагонію разом з виселеними звідти жителями, а також захоплену частину Каппадокії, виплатити противникам 900 талантів контрибуції і ще 300 талантів Евмену на покриття воєнних витрат. Союзник Фарнака Мітридат, цар Малої Вірменії, зобов'язався виплатити Аріарату IV 300 талантів. Крім того, Фарнак змушений був повернути заручників і передати Евмену II місто Тій, яке пергамський цар повернув Прусію II.
Після війни 183–179 років до н. е. Фарнак I перейшов від жорсткої політики до дружніх зв'язків з грецькими містами. Це було наслідком переносу столиці в Синоп, який мав широкі контакти з еллінськими полісами Причорномор'я і Східного Середземномор'я. Зрештою у другій чверті II століття до н. е. політика Понту суттєво змінилась і стала більш лояльною до Риму.
Дата смерті Фарнака I вираховується лише приблизно. Вона сталася між 160/159 роками до н. е., коли був прийнятий декрет афінян на його честь, і 156/155 роками до н. е., коли у війні між Пергамом і Віфінією взяв участь як цар Понту його брат Мітридат IV Філопатор Філадельф. Останній був одружений із своєю сестрою Лаодикою. Ставши царем, Мітридат IV відплатив Риму за підтримку, заключивши з ним договір про дружбу і союз. Проте він не відмовився від мети попередників — відновлення володінь Отана і його наступників під егідою династії Понту. Але порівняно з ними новий цар застосував нову тактику, відмовившись від військової боротьби.
Наступний цар — молодий Мітридат V Евергет деякий час ділив владу зі своєю тіткою-регентом Лаодикою. Вся його діяльність була спрямована на зміцнення зв'язків з Римом і проведення проримської політики. За прикладом свого попередника він намагався максимально використовувати для цього зв'язки Понтійського царства з грецькими полісами Східного Середземномор'я. Після придушення повстання Аристоніка, в якому брали участь і війська Мітридата V, римський консул Маній Аквілій передав Понтійському царству Велику Фригію. На момент приєднання цієї території Понт уже володів Галатією і Пафлагонією. В ході придушення постання Аристоніка був убитий цар Каппадокії Аріарат V, у якого залишилось шість малолітніх дітей. Мітридат V одразу скористався ситуацією і вторгся в Каппадокію, бажаючи за допомогою воєнної сили підтримати наступника — Аріарат VI. Оскільки цар був малолітнім, Мітридат V, одруживши його зі своєю донькою Лаодикою, фактично перетворився на правителя сусідньої держави, приєднавши її до Понту. Рим цю звістку зустрів негативно і скасував понтійський протекторат над Фригією. Однак правитель Понтійського царства не бажав віддавати частину своїх володінь, що, ймовірно, стало причиною його вбивства внаслідок заколоту.

### Перетворення у світову державу

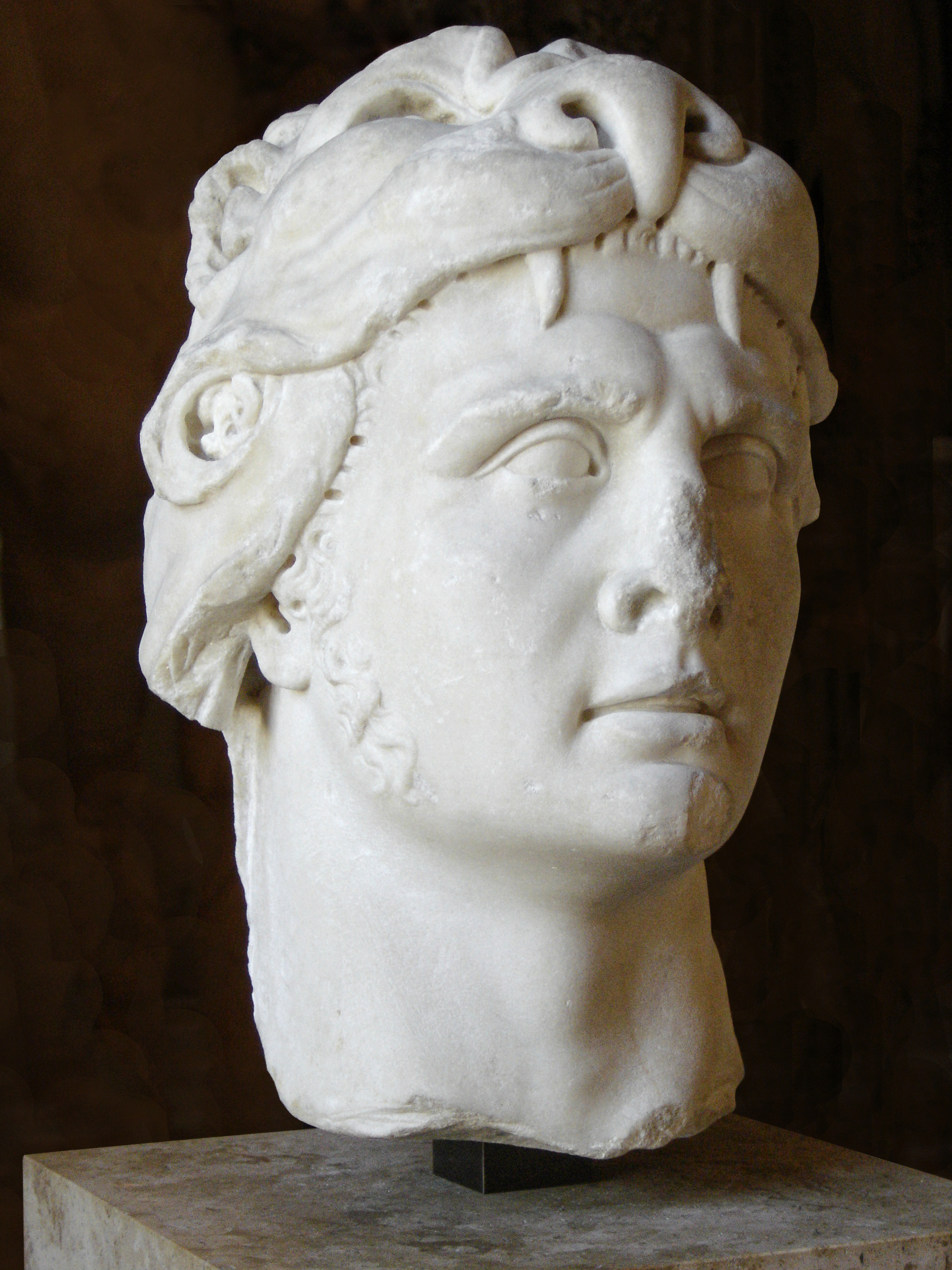
Бюст Мітридата VI Євпатора з Лувру

Мітридат VI Євпатор продовжив політику батька. Вже в перші роки свого правління він зіткнувся з величезними труднощами. Найважчою була анексія римлянами у 116 році до н. е. деяких володінь, отриманих при Евергеті. Це насамперед Каппадокія, Галатія, Пафлагонія і Велика Фригія.

#### Кримська кампанія
В останній чверті II ст. до н. е. грецькі поліси Північно-Західного Причорномор'я потрапили під владу Скіфського царства Скілура. Включивши до складу своєї держави Ольвію, кримські скіфи намагалися встановити протекторат і над Херсонесом Таврійським. Завзяту боротьбу зі скіфами Скілура та його сина Палака херсонесці вели впродовж II століття, в результаті чого їх сили були вичерпані.
Страбон каже, що Херсонес, зазнаючи постійних руйнувань від варварів, вибрав собі покровителя в особі Мітридата Євпатора. Останній відправив посольство у Херсонес Таврійський, основною метою якого, ймовірно, було ознайомлення з тактикою скіфів, місцями майбутніх битв, визначення тактики та визначення позиції Херсонесу і сарматських царів. Спочатку бойові дії йшли не на користь Понту, оскільки скіфи наприкінці II століття до н. е. дійшли до стін Херсонесу. Після цього на півострів прибув і прийняв командування талановитий понтійський стратег Діофант. Він одразу здійснив переправу на північну частину сучасної Севастопольської бухти, де несподівано був атакований військом Палака. Тут понтійці вперше завдали скіфам поразки і відігнали їх від міста. Потім, здійснивши рейд і підкоривши довколишніх таврів, Діофант заклав в тих місцях фортецю Євпаторій і відбув на Боспор.
Вернувшись з Боспору, Діофант за допомогою ополчення громадян Херсонесу здійснив похід проти Скіфського царства, захопив царські укріплення Хабеї та Неаполь і зробив скіфів залежними від понтійського царя.

#### Боспорське царство
Незадоволені понтійським успіхом в ході кримської кампанії скіфи на чолі з Палаком знову розпочали воєнні дії в Криму, в ході яких були повністю розбиті понтійськими військами. Після цього Діофант знову відбув в Боспорське царство. Боспор потерпав від сусідів-варварів і змушений був їм платити данину. За версією Страбона варвари (ймовірно, сармати) збільшили розмір данини і вона стала непосильною для держави. Тоді бездітний цар Боспорської держави Перісад V під тиском Діофанта погодився передати владу Мітридатові VI Євпатору.

#### Фракія і Західне Причорномор'я

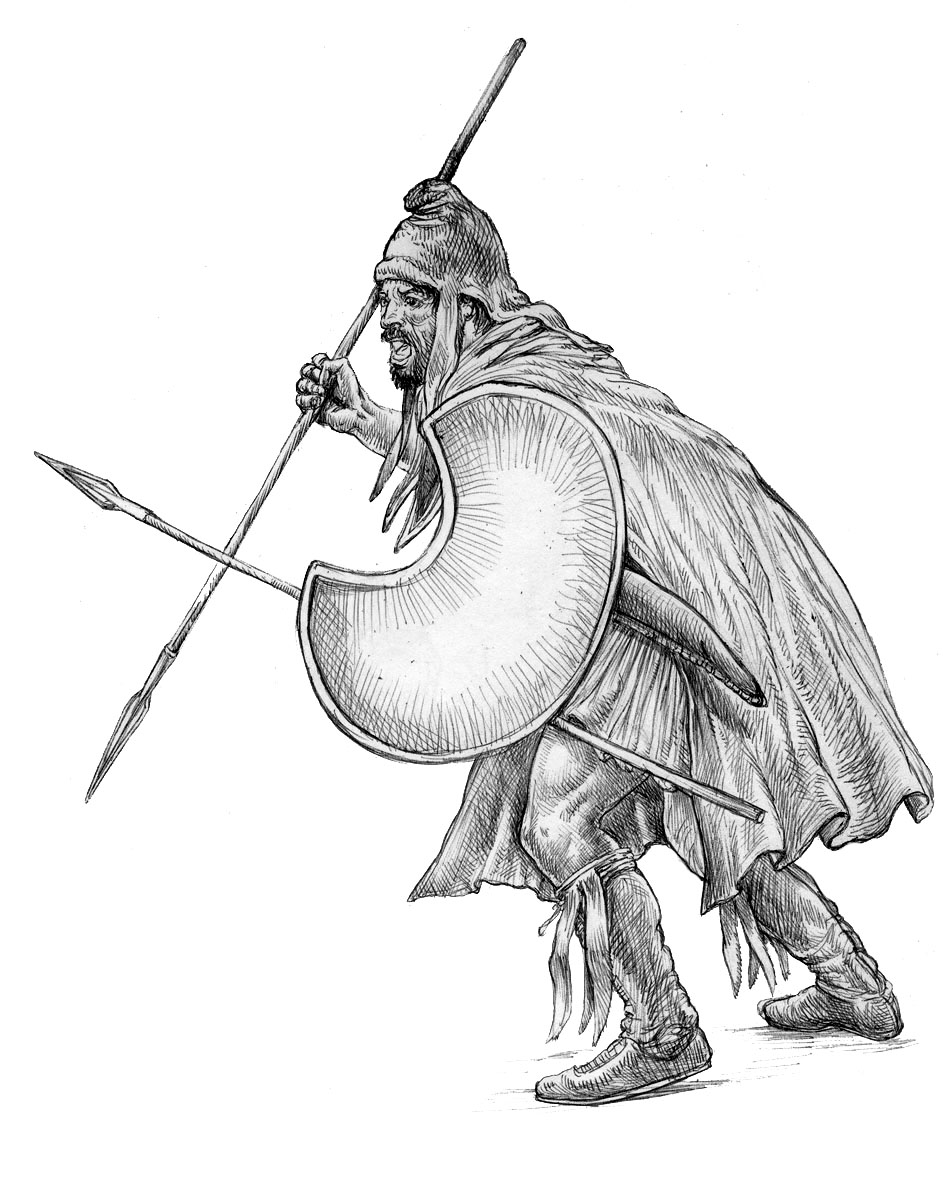
Фракійський пельтаст

Після того, як на місці колишнього Македонського царства у 146 році до н. е. була утворена римська провінція, скордіски і союзні їм фракійські племена, побоюючись включення до складу римських володінь, почали вторгатися в межі нової провінції. А коли під владу намісників Македонії відійшли володіння колишнього Пергамського царства на Фракійському Херсонесі, взаємини Риму з його північними сусідами ще більше загострилися. У 117 і 114 роках до н. е. об'єднані сили скордісків, медів, дарданців і бессів вторглися в межі римських володінь в Македонії. З цього часу такі напади стали мало не щорічними. Означені військові акції, з одного боку, сприяли союзу ряду племен. З іншого — вони приводили до загострення протиріч і суперництва між окремими фракійськими племенами, зокрема коаліцією племен і одрісами, які проводили проримську політику. Дану обставину не міг не враховувати Мітридат Євпатор, який намагався використовувати антиримські настрої у Фракії для поширення там свого впливу.
Питання про владу Мітридата у Фракії і Західному Причорномор'ї дискусійне: пропоновані дати його протекторату над цією територією коливаються від 106 до 85 року до н. е..

#### Колхіда і Мала Вірменія
Про час і обставини підкорення Колхіди Понтом збереглися вкрай уривчасті і суперечливі відомості. Страбон двічі згадує про приєднання Колхіди до держави Мітридата Євпатора разом з Малою Вірменією, а також краями тібаренів і халібів. В іншому місці географ вказує, що Колхіда була приєднана після того, як «влада Мітридата Євпатора значно посилилася». Помпей Трог повідомляє, що Колхіда, подібно до Боспору і Пафлагонії, була отримана Мітридатом шляхом успадкування, тобто мирним законним шляхом. Однак Мемнон стверджує, що Мітридат «підкорив собі царів навколо Фазісу аж до країв за Кавказом шляхом війни», що начебто ставить під сумнів мирний характер переходу колхів під владу Понту. Через це в науці постулюється то мирний, то насильницький шлях приєднання Колхіди, хоча зустрічаються спроби примирити суперечливі відомості твердженням, що незалежно від формального права на владу в Колхіді понтійський цар все ж вдався до насильницьких дій.

### Конфлікт з Римом
Військовий конфлікт з Римом був неминучим, оскільки обидві сторони зробили все, щоб його розв'язати: римляни через бажання зберегти свої володіння і союзників в Азії перед загрозою їх анексії Понтом, а Мітридат Євпатор через прагнення будь-якою ціною заволодіти історичними, як він вважав, землями. Військові дії між Мітридатом і Римом велися з деякими перервами протягом майже двадцяти шести років. Вони увійшли в історію під назвою Мітридатових воєн і поділяються на Першу (89–85 роки до н. е.), Другу (83–81 роки до н. е.) і Третю (74/73–63 роки до н. е.).
Мітридатові війни стали останньою сторінкою в історії незалежного Понтійського царства. У 63 році до н. е. Мітридат VI Євпатор був змушений капітулювати і покінчити життя самогубством.

### Повстання
Здобувши перемогу над Мітридатом VI Євпатором, римляни на чолі з Гнеем Помпеєм зайнялися влаштуванням нових територій на Сході. Так більшість земель Понтійського царства відійшли до новоутвореної римської провінції Віфінія-Понт. Решту було розділено між місцевими підконтрольними династами. Проте на Боспорі зумів зберегти владу син Мітридата Євпатора Фарнак II. Саме він у 48 році до н. е. виступив проти Риму з лозунгом визволення і відновлення батьківського царства. Незважаючи на початковий великий успіх повстання зазнало поразки. Спочатку Фарнак II був розбитий Цезарем при Зелі у 47 році до н. е., а потім, повернувшись на Боспор, він зустрівся з повстанням на чолі з намісником Асандром. Зрештою Фарнак II у 46 році до н. е. був переможений військом Асандра.

### Васальна держава
У 39 році до н. е. довкола Аміса, Амасії і у Фаземонтіді було відроджене Понтійське царство на чолі з царем Дарієм — сином Фарнака II. Про правління Дарія відомо, що він виплачував данину Риму і карбував монету. Правив Дарій недовго. Уже в 36 році до н. е. на престолі в Понті знаходився Полемон I, син ритора Зенона з Лаодикеї, так як саме в тому році він як цар Понту брав участь в експедиції Антонія проти парфян. Полемон у 40 році до н. е. відбив напад парфян, за що Антоній зробив його спочатку царем Кілікії Трахеї і частини Лікаонії разом з містом Іконієм, а у 37 році до н. е. оголосив царем Понту.
Відтворюючи Понтійське царство, римляни на чолі з тріумвіром Марком Антонієм розраховували отримати опору в особі царів залежних держав. Основною їх метою було оточити свої володіння в Малій Азії і Сирії щільним кільцем васальних «буферних» царств для захисту їх від дедалі частіших з кінця 40-х років до н. е. вторгнень парфян.
Беручи участь у поході Антонія проти парфян у складі колони допоміжного військ, яка була зненацька атаковано і повністю розбитою, Полемон I потрапив у полон. Однак він не зрадив покровителя і його відпустили за викуп, а від Антонія як нагороду Полемон I отримав в керування і Малу Вірменію. Надалі Полемон I став ще й союзником Августа.
Територія Понтійського царства при Полемоні I була такою ж як і при Дарії, за винятком Малої Вірменії. Згодом проримський цар приєднав ще й Колхіду і Боспор (14 рік до н. е.).
Після смерті Полемона I Рим у 3/2 році до н. е. признав за його дружиною Піфородідою царський титул за умови, що вона вийде заміж за Архелая — царя Каппадокії і Малої Вірменії. Так Піфодоріда Філометора офіційно стала царицею Понту, а її син, прямий спадкоємець батька, перетворився на приватну особу, яка допомагала матері керувати понтійською частиною володінь Архелая і Піфодоріди.
Про те, що відбувалося в Понтійському царстві після смерті Піфодоріди і до вступу на престол у 38 році н. е. її внука Полемона II, відомостей немає. Відомо, що політика Полемона II була цілком проримською, про що говорять портрети імператорів на його монетах. Тим паче, що престолом він був зобов'язаний Калігулі, а титулом Клавдію. Під час вірмено-парфянських воєн Корбулона 62 року н. е. Понтійське царство підтримувало римлян і допомагало допоміжними загонами, а також надавало свою територію для розквартирування римських легіонів. За це після розчленування частини території Вірменії Полемону II дісталася західна, прикордонна з Понтом область країни. В результаті цих надбань понтійський цар прийняв титул «Великий цар». Проте у 63/64 році н. е. Нерон ухвалив рішення скасувати царство Понт і приєднати його до провінції Галатія.

## Походження династії Мітридаттидів
Першу згадку про походження Мітридатідів наводить Полібій, який каже, що цар Мітридат III (220–185 роки до н. е.) стверджував, ніби веде родовід від одного з «семи персів», які вбили в Персії у VI столітті до н. е. Псевдомердіса (Гаумату), а владу над землями, що примикали до Понту, він отримав в безперервному спадкуванні від предків, яким воно вперше було дароване Дарієм I Гістаспом. В іншому місці Полібій каже, що Мітрідатіди походили від одного з перських царів. Найбільш докладні відомості передає Діодор, за якими можна скласти уявлення про предків царів Понту. Він оповідає, що під час повстання сатрапів проти царя Артаксеркса II Мнемона у 362 році до н. е. найвідомішим серед повсталих був сатрап Фригії Аріобарзан, який після смерті Мітридата заволодів його царством. Під 337 роком до н. е. у Діодора є повідомлення, що після двадцяти шести років правління помер Аріобарзан, спадкоємцем якого став Мітридат і правив тридцять п'ять років. Розповідаючи про події 317 року до н. е., Діодор передає, що під час зіткнення Евмена з Кардії і Антигона Одноокого на боці першого бився Мітридат, син Аріобарзана, нащадок одного з семи персів, які вбили мага Смердиса, відомий своєю хоробрістю і військовими чеснотами. Автор стверджує, що близько 302 року до н. е. Мітридат, який був підвладний Антигону, але мав намір перейти до його супротивника Кассандра, був убитий в Кіосі після того, як правив в цьому місті тридцять п'ять років. Царство успадкував Мітридат, який був царем Каппадокії і Пафлагонії протягом тридцяти шести років.
Названі автори одностайно свідчать, що рід понтійських царів вів генеалогію від одного з семи персів, які вбили мага Гаумату при Дарії I Гістаспі, який, як відомо, сам був одним з семи. По-друге, безпосередні предки засновника династії правили в Кіосі і Мірлеї в Місії, ведучи рід від сатрапа Аріобарзана, правителя Геллеспонтської Фригії і Даскілеї. По-третє, правитель Кіосу Мітридат служив Евмену з Кардії, а потім Антигону, але у 302 році до н. е. був убитий за підозрою в зраді на користь Кассандра. По-четверте: якийсь Мітридат, за Діодором і Аппіаном, без по-батькові, а за Плутархом — син Аріобарзана, став засновником царства і династії понтійських царів.
Проте слід зазначити, що ведення роду аж до Ахеменідів — офіційна версія, покликана обґрунтувати панування Мітрідаттидів у Каппадокії, тому до неї треба ставитися з обережністю.

## Географія

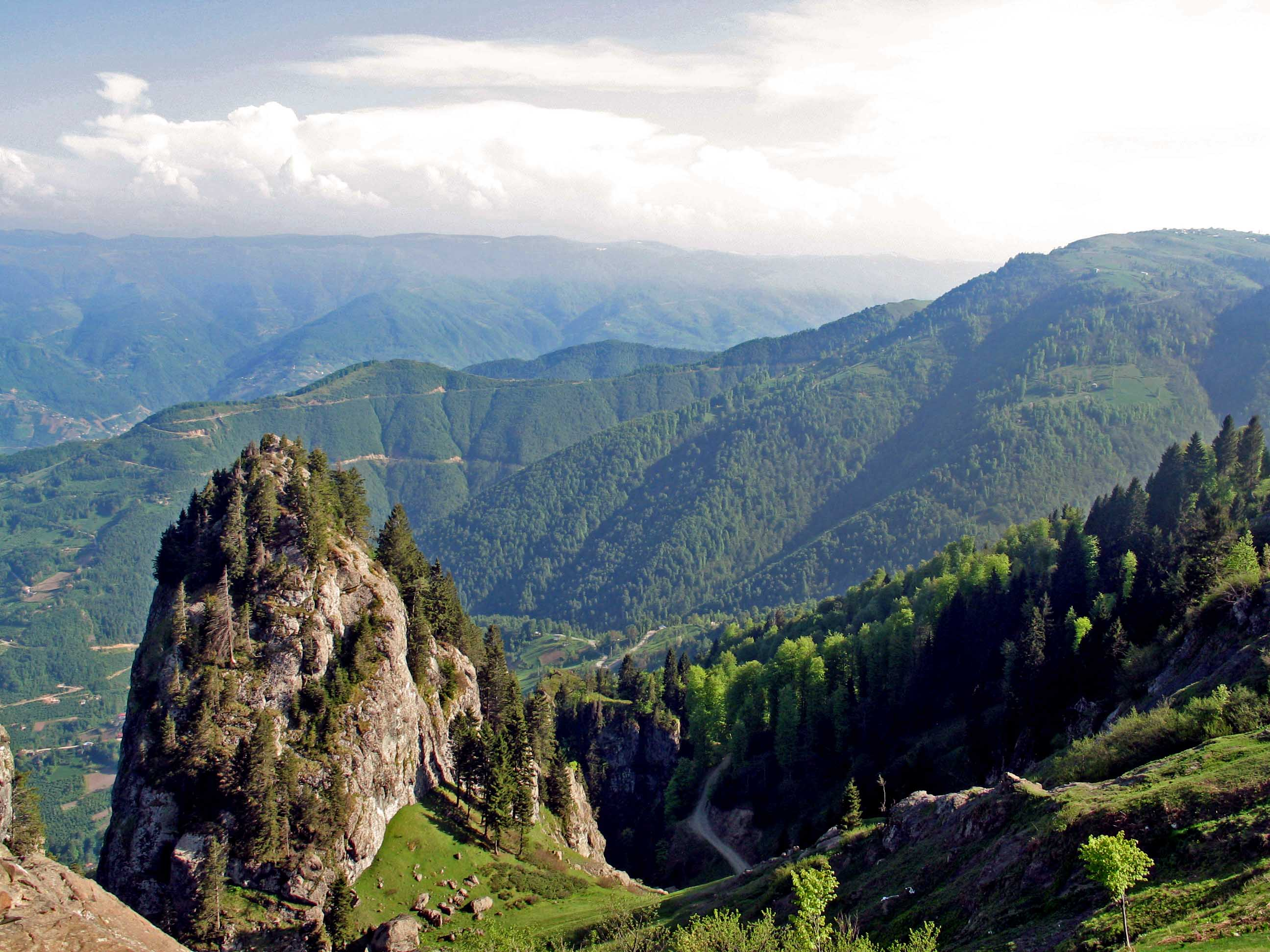
Понтійські гори

Основу володінь царів Понту складали землі так званої Північної або Понтійської Каппадокії, які безпосередньо прилягали до південно-східного узбережжя Понту Евксинського, від якого держава і дістала назву Понтійської. Вигідне географічне положення царства наклало відбиток на його історію. Перебуваючи на перетині важливих торговельних шляхів з Передньої та Центральної Азії на Балкани і в Причорномор'я, маючи зв'язки з багатими країнами Північної Месопотамії, Закавказзя та Іранського нагір'я, а також у Причорномор'ї, Понтійська держава була у соціально-економічному та етно-культурному відношеннях строкатою сумішшю місцевих малоазійсько-анатолійських, іранських та еллінських традицій. Північна межа Понту як етно-географічного поняття проходила вздовж південного узбережжя Чорного моря від гирла річки Галіс (сучасна Кизил-Ірмак) до гирла річки Офіс (сучасна Іштала-Дере). Річка Офіс була східною границею Понту і Колхіди, а також області міста Трапезунда. Далі межа йшла південніше Північно-Анатолійського гірського кряжа до річки Лік (сучаска Келкіт-Чайі). Ця річка, яка тече з Малої Вірменії, була кордоном Понту і Малої Вірменії до Нікополя (сучасний Ешиль-яйла), заснованого Помпеєм. Далі кордон тягнувся через річку Лік і проходив на схід від витоків річки Ірис (сучасний Єшиль-Ірмак), перетинаючи витоки річки Галіс. Потім лінія кордону йшла паралельно Галісу на захід до гірських відрогів Тавра. Це південна межа між Понтом і Каппадокією, що проходила паралельно Тавру, гірському масиву, який тягнувся від каппадокійської Хаманени до східних районів іншої області Каппадокії — Лавіансени. Точкою відліку тут служить гора Дасменда, яка ймовірно ототожнюється з горою Ак-Даглар, розташованою на гірському кряжі, що простягається паралельно середньому Тавру з південного сходу на північний схід. На півдні границя Понту простягалася від Ак-Дага (2272 м над рівнем моря) до Гюрлевік-Дага (2676 м), далі на південному заході Понт межував з Великою Каппадокією в тому районі, де жило галатське плем'я трокмів, причому межа проходила на північний-схід від їхнього міста Тауіон, відокремлюючи їхній край від Понту. Далі лінія кордону впиралася в гирло річки Капнадокс (сучасна Деліче Ірмак), що впадала в Галіс. Звідси кордон проходив прямо річкою Галіс до моря, відокремлюючи на заході Понт від Пафлагонії. До Понтійського царства відносилася також частина Пафлагонії (область Кіміатена) біля відрогів Ольгаських гір. З плином часу межа змінювалася залежно від експансії понтійських царів.
Понтійська Каппадокія — це гориста країна, перерізана численними річковими долинами. Вона багата на корисні копалини, в античності дуже цінувалися залізні і мідні руди, що добувалися на сході Понту в області Халіб. Сільське господарство активно розвивалося в заплавах і долинах річок, а також в центральних і західних районах у межиріччі Ірису і Галіси, в прибережній смузі на відрогах Паріадру і на кордоні з Пафлагонією. Економічні і торговельні зв'язки здійснювалися річками і дорогами, прокладеними по ущелинах між провідними міськими центрами і фортецями Понту.

## Населення
Територію Понту населяли численні племена і народи, які вели сільський спосіб життя. Міст у Понті було мало, в основному це були розташовані на узбережжі грецькі поліси. Основне населення складали левко-сіри (каппадокійці), тібарени, макрони, моссінойки, пафлагонці, халіби, колхи, катаонці. Серед них були нащадки місцевого хетто-лувійського населення і прихідці — фрако-фригійські та менгрело-чанські племена. Значний відсоток становило іраномовне населення. Центральні, східні та південні області Понту були еллінізовані слабо, а прибережна територія, де знаходилися грецькі міста, зазнала значного еллінського впливу. Більш-менш високий ступінь еллінізації спостерігався у центральних районах тільки в околицях досить рідкісних тут міст чи міських центрів, які продовжували існувати ще з часів хетів і грецької архаїки.

## Мова
Припускається, що, не маючи власної мови, розмовляли широким розмаїттям мов з деяких регіонів Малої Азії, таких як вірменська, карійська, фригійська, грецька, галатська, лідійська, лікійська, пісідійська, сідійська або фракійська. З III ст. до н.е., Понт був високоеллінізованим, тому ймовірно, що давньогрецька мова тоді була переважною. Можливо, що нащадки перської аристократії використовували давньоперську мову.

## Устрій
Понт був східною деспотією. Цар (басілевс) мав вищу політичну, військову, судову і жрецьку владу. Царський двір був організований за елліністичною моделлю, з низкою друзів (філи), які входили до складу царської ради (синедріон). Царі створили єдину адміністрацію у своїй імперії та структурували територію з економічними, військовими та релігійними центрами. Євнухи, очевидно, відігравали важливу роль при дворі та в адміністрації. 
Царство поділялося на стратегії (також званий епархії) на чолі із стратегами (епархами), центрами яких були фортеці Амасія, Амісос, Хабакта, Газіура, Кабейра, Комана, Лаодикія, Фарнакея, Пімоліса, Таулара, Сінопа, Амастріс та Дія. Їм підпорядковувалися очільники фортець (фрурархи), що керували військовими поселеннями (катойкіями). Останні тримали у підпорядкувані сільські громади (коми). Фрурархи повинні були збирати податки з членів комів та швидко збирати загони з військових колоністів-катойків. За часів Мітрідата VI частина катойкіїв отримали статус поліса.

## Соціально-економічні відносини

### Стани
Понтійське царство характеризувалося помітною відмінністю між сільським та міським класами. Соціальна дистанція між вищим та нижчим класами посилювалася панівними культурними відмінностями між ними.

### Землеволодіння
В Понтійському царстві грецьким полісам доводилося вживатися під царською владою. Для правильного розуміння царського і полісного землеволодінь, взаємовідносин царської адміністрації і грецького полісу в Понті велике значення має так званий «Закон Євпаторія про успадкування», відомий за рескриптами Горгіппії, одного з найбільших міст Боспору. Закон передбачає спадкування насамперед нерухомого майна, в тому випадку, якщо померлий громадянин не залишив заповіту про спадщину. Першочерговим спадкоємцем був старший син покійного, потім, ймовірно, молодші діти. При відсутності дітей у спадок вступали батько або мати померлого. У випадку їх смерті до того, як помер сам власник майна, спадкоємцями ставали його дід чи баба за батьковою лінією, або двоюрідний брат по батьковій лінії. Таким чином, закон вказує суворе спадкування майже виключно за чоловічою лінією (батька чи старшого сина). Однак, у порівнянні з законами вільних грецьких полісів, в «Законі Євпаторія про успадкування» є дуже важлива відмінність: у ньому вказується, що у випадку відсутності зазначених категорій родичів майно передається в царську казну. Така згадка показує, що, хоча громадяни і мали в колективному володінні прилеглу до міста сільськогосподарську територію, особиста власність громадян на земельні ділянки в кінцевому рахунку була верховною власністю царя на землю. Це означало, що громадяни грецьких полісів, що входили до складу Понтійського царства, могли володіти власною землею, але це право залежало від царя як верховного власника землі в державі. Тому при бажанні монарх мав право відібрати у громадян частину землі або, навпаки, приписати її їм.

### Храмові об'єднання
В Понтійській Каппадокії, як і інших районах Малої Азії, навколо окремих святилищ формувалися невеликі союзи сіл. Так поступово росли територіальні володіння святилищ, які перетворювалися на центри великих об'єднань. У Каппадокії такими територіальними об'єднаннями храмів були Тіана і Аніса, жерці-правителі яких навіть карбували монету. Земельні володіння в царстві Мітрідатідів сформувалися, ймовірно, аналогічним чином. Понтійські царі, зіткнувшись з проблемою включення великих храмових держав до складу царства, мали будувати політику з урахуванням їх колишньої автономії.
Попри все, царі Понту, ймовірно, намагалися контролювати храмову територію. Незважаючи на те, що дохід з неї йшов у казну храму, Мітрідатіди, як і інші елліністичні правителі, могли вилучати частину доходу на свою користь. Адже і Селевкіди, і Атталіди у разі потреби відбирали жрецьке майно — цар мав право конфісковувати священну власність храму. Царська влада діяла в таких випадках через своїх чиновників.

### Система поселень
Військово-адміністративна структура Понтійського царства, заснована на значних царських земельних володіннях, базувалася на системі фортець і укріплень, які можна прирівняти до військових колоній. Дана обставина зумовлена тим, що в ахеменідській державі, до складу якої входила Понтійська Каппадокія, основні земельні володіння знаходилися в царській власності. У місцевих племен Понту і Каппадокії економічне і політичне життя здавна концентрувалася в різних укріпленнях, серед яких були свого роду столиці, що контролювали прилеглу територію.
Однією з головних причин створення фортець слід вважати збереження самоврядування сільських громад — ком в Малій Азії з найдавніших часів. На противагу такому самоврядуванню з метою утримування ком у покорі і для збору податків царі, в тому числі Мітрідатіди, створювали царські фортеці по всій державі, прагнучи пов'язати з ними численні сільські громади хліборобів. Тому військово-адміністративна система в Понті, Каппадокії і Пафлагонії мала міцну політико-економічну основу. Зараз панівна точка зору на причини виникнення військово-господарських поселень зводиться до того, що вони з'являлися не в результаті надання землі воїнам, які відслужили термін, а навпаки, їх надавали землі з метою подальшого залучення поселенців — катойків на військову службу. При цьому понтійські царі переслідували дві головні мети: по-перше, розселяти воїнів у найбільш ненадійних з точки зору лояльності центральної влади районах, по-друге, убезпечити найбільш загрозливі області від вторгнень ззовні, через що мережа військово-господарських поселень створювалася поблизу кордонів чи у приєднаних землях.

## Економіка
Родючі і добре зволожені долини річок і чорноморського узбережжя, на яких давали хороші урожаї зернові, виноградники, плодові дерева, перемежалися огрядними пасовищами на пагорбах і плоскогір’ях, а гірські кряжі рясніли корисними копалинами: залізною рудою, міддю, сріблом, сіллю, галуном. У горах ріс ліс, придатний для будівництва кораблів.

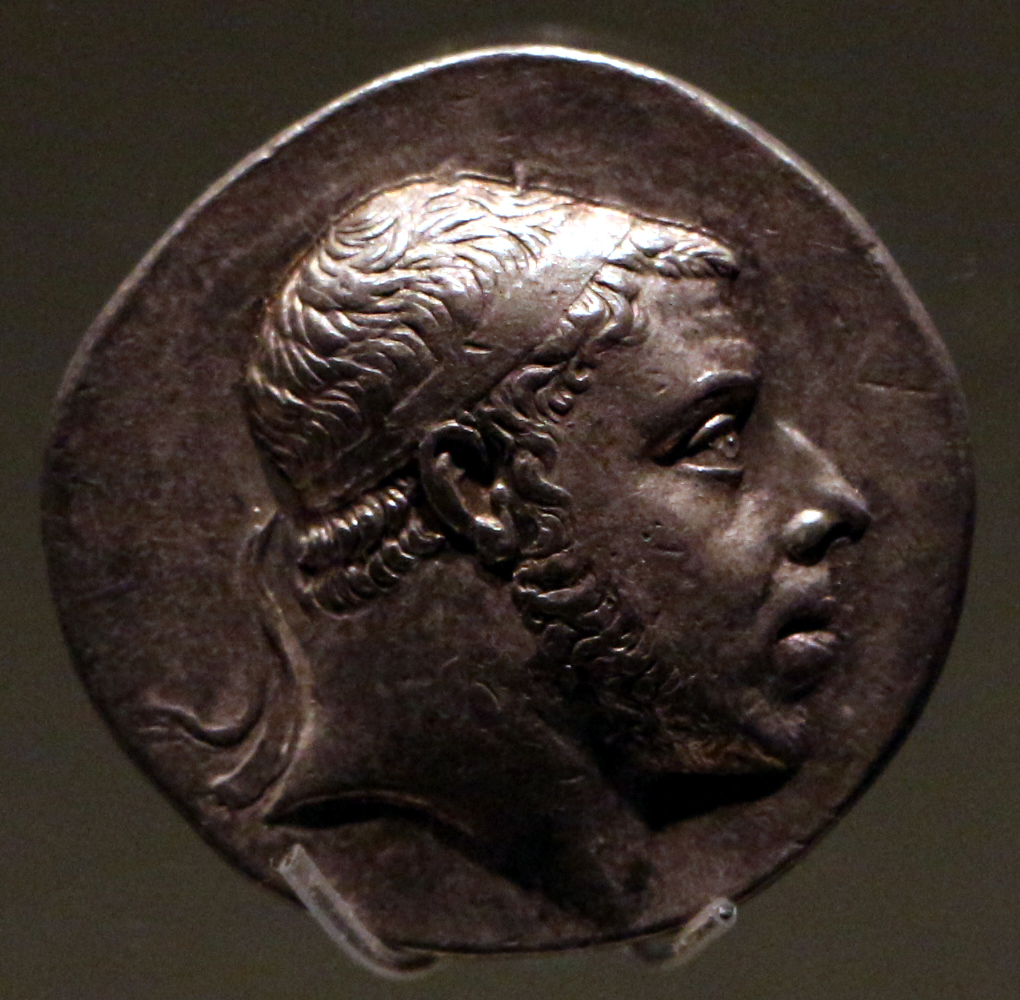
Монета Фарнака I

Карбування власних почалася за часів правління царя Мітрідата II. Для ранніх понтійських монет зразком послужили монети із зображенням Олександра Великого. Монети пізнього карбування відомі реалістичними портретами понтійських царів, які підкреслювали свої іранські корені. Понтійський монетний портрет розвивався ізольовано від ширшої еліністичної традиції. Однак під час правління Мітрідата V і його сина Мітрідата VI понтійське карбування дещо відхилилася від східних впливів.

## Військо
Поділялося на піхоту і кінноту й колісниці. Основою була македонська фаланга. Понт також виставив різні підрозділи вершників, включаючи катафрактаріїв. Окрім звичайної кінноти, царство також мало колісниці з косами. За Мітрідата VI було сформовано армію із 120 тис. воїнів, озброєних «за римським зразком» та «навчених у формуванні римської фаланги». 
Армія Понтійського царства мала різноманітний етнічний склад, оскільки вона набирала своїх солдатів з усього царства. До регулярної армії входили вірмени, бастарни, віфінці, каппадокійці, галати, геніохи, язиги, коралли, левкосирійці, фригійці, сармати, скіфи, таври та фракійці, а також вояки з інших регіонів Чорного моря. Греки, які служили у війську, не були частиною регулярної армії, а воювали як громадяни своїх міст.
Перша згадка про наявність військового флоту відноситься до правління Мітрідата V Евергета. Найімовірніше, це були транспортні судна. Ситуація із ставленням до ролі флоту почала змінюватися вже у перші роки правління Мітрідата VI. Готуючись до цієї війни, понтійський цар приділив неабияку увагу та будівництву флоту. За повідомленням Аппіана, він встиг підготувати 300 трієр-катафракт. Серед них були і військово-транспортні судна, про що свідчить згадка одного з них — βασιλικῆς ἱστίῳ при описі битви у Родосу. Флот було втрачено внаслідок Мітрідатових війн.

## Вірування
По всьому Понту сповідувалися різні релігії, насамперед індоарійські (маздаїзм, мітраїзм) та давньогрецькі культи. Найбільш шанованими богами були Зевс, Афродіта, Аполлон, Діонісій, Гера, Геліос, Геракл, Мітра, Ма, Мен. Культ Аполлона отримав статус царського. Були також єгипетські божества ((Серапіс та Ісіда).

## Культура
Культура Понтійського царства була синтезом іранської та елліністичної цивілізацій, зберігаючи елементи перського періоду та впроваджуючи нові з еллінізму. Відбувалася поступова еволюція до останнього. Прибережні міста були повністю еллінізовані; однак можна лише припускати, що грецька цивілізація проникла в деякі сільські райони. Гірські території, віддалені від узбережжя, продовжували міцно триматися своїх давніх мов, звичаїв та способу життя.